# Montalbano Elicona
Montalbano Elicona település Olaszországban, Szicília régióban, Messina megyében. Lakosainak száma 2038 fő (2023. január 1.). Montalbano Elicona Basicò, Floresta, Francavilla di Sicilia, Malvagna, Patti, Raccuja, San Piero Patti, Santa Domenica Vittoria, Falcone, Floresta, Librizzi, Oliveri, Roccella Valdemone és Tripi községekkel határos.

## Népesség
A település lakossága az elmúlt években az alábbi módon változott:
| Lakosok száma | 2242 | 2187 | 2038 |
|               | 2017 | 2018 | 2023 |